# Кильдисан
Кильдисан — упразднённый посёлок в Янаульском районе Башкортостана России. Входил на год упразднения в состав Сандугачского сельсовета. Жили удмурты (1959).

## География
Располагался при речке Кильдисяновке, в 34 км к востоку от райцентра города Янаула и ж.‑д. ст. Янаул.
Сборник статистических сведений по Бирскому уезду 1899 года описывал деревню Кильдисан таким образом: расположена в низине по скату на восток, ближе к южной части надела; в 120 верстах от г. Бирска и в 7 верстах д. Гондры.

## История
Основан удмуртами в конце 19 века на территории Бирского уезда. Входил в 1912 году в Ново-Кыргинское сельское общество в Ново-Кыргинской волости. Существовал до 1980‑х годов.

## Население
В 1896 в 12 дворах проживало 57 человек. Согласно Сборнику статистических сведений по Бирскому уезду 1899 года население составляли удмурты — «коренные собственники в числе 25 ревизских душ».
В 1906 год на 13 дворов 68 человек (33 мужчин, 35 женщин), на 1920 год — 16 дворов и 82 (40 мужчин, 42 женщины) жителей (преимущественно удмурты), в 1939 — 86, в 1959 — 80, в 1969—101.

## Инфраструктура
По данным 1899 года деревня описана таким образом.
Земля в одном участке. Пашня: по ровной местности с двумя склонами на запад и на восток, к речкам Кильдисан и Исеть; есть 2 оврага. Земля сильно выпахана. Почва: плотный сероватый суглинок, глубиной 8 вершков. Подпочва — твердая красная глина. В селении 2 веялки. Огороды разводятся. Выгон присельный, по скату на восток. Водопой в 2-х местах, удобный. Сенокос суходольный, по склону на запад, орошается р. Исетью. Сеном население обходится своим. Лес в юго-западной и западной части участка, по скату на запад, на берегу р. Исети. Полнота лесонасаждения густая. Пользуются без дележа. Избы топят валежником из своего леса.
На 1906 год основное занятие — земледелие.

## Транспорт
По Списку населённых мест 1906 года Кильдисян деревня на просёлочной дороге.